# Brachyderes
Genre
Brachyderes est un genre de coléoptères de la famille des Curculionidae et de la sous-famille des Entiminae.

## Description
Les pattes arrière sont caractérisées par leur extrémité croisée et sont recouvertes de soies. Le museau (rostre) est court et large, pas plus long que la largeur de la base. Les élytres sont un peu plus larges que le pronotum, dans leur partie la plus large, et sont étroites et longues.
Les antennes sont longues.

## Liste d'espèces
Selon Catalogue of Life (30 août 2014) :
- Brachyderes albicans
- Brachyderes albidus
- Brachyderes alboguttatus
- Brachyderes analis
- Brachyderes angustus
- Brachyderes apicalis
- Brachyderes aquilus
- Brachyderes ateropterus
- Brachyderes auriger
- Brachyderes aurovittatus
- Brachyderes brucki
- Brachyderes caudatus
- Brachyderes chinensis
- Brachyderes cinctellus
- Brachyderes cinereus
- Brachyderes circumcinctus
- Brachyderes constrictus
- Brachyderes corsicus
- Brachyderes cribricollis
- Brachyderes dimidiatus
- Brachyderes equestris
- Brachyderes fairmairei
- Brachyderes glaucus
- Brachyderes gougeleti
- Brachyderes gracilis
- Brachyderes granadensis
- Brachyderes grisescens
- Brachyderes heydeni
- Brachyderes illaesus
- Brachyderes inauratus
- Brachyderes incanus
- Brachyderes insuturalis
- Brachyderes javeti
- Brachyderes kematensis
- Brachyderes laesicollis
- Brachyderes lepidopterus
- Brachyderes leucophaeus
- Brachyderes lineolatus
- Brachyderes longicollis
- Brachyderes lusitanicus
- Brachyderes marginellus
- Brachyderes mogadorensis
- Brachyderes murinus
- Brachyderes nigrosparsus
- Brachyderes opaculus
- Brachyderes opacus
- Brachyderes ophthalmicus
- Brachyderes ovipennis
- Brachyderes ovulum
- Brachyderes pallitarsus
- Brachyderes parallelipennis
- Brachyderes paulinoi
- Brachyderes piliferus
- Brachyderes pubescens
- Brachyderes quadripunctatus
- Brachyderes quercus
- Brachyderes reitteri
- Brachyderes rosti
- Brachyderes rufipes
- Brachyderes rugatus
- Brachyderes sabaudus
- Brachyderes sculpturatus
- Brachyderes scutellaris
- Brachyderes siculus
- Brachyderes signatus
- Brachyderes somalius
- Brachyderes sparsutus
- Brachyderes strictus
- Brachyderes suturalis
- Brachyderes tazekensis
- Brachyderes testipes
- Brachyderes virens
- Brachyderes virgo

Selon NCBI (30 août 2014) :
- Brachyderes grisescens
- Brachyderes incanus
- Brachyderes pubescens
- Brachyderes rugatus
  - sous-espèce Brachyderes rugatus calvus
  - sous-espèce Brachyderes rugatus hierroensis
  - sous-espèce Brachyderes rugatus rugatus
  - sous-espèce Brachyderes rugatus sculpturatus